# Dieter Kühn
Dieter Kühn (* 4. července 1956, Lipsko) je bývalý východoněmecký fotbalista, útočník, reprezentant Východního Německa (NDR). V sezóně 1979/80 byl nejlepším střelcem východoněmecké oberligy.

## Fotbalová kariéra
Hrál za 1. FC Lokomotive Leipzig, Chemii Böhlen a FC Sachsen Leipzig. Ve východoněmecké oberlize nastoupil ve 294 ligových utkáních a dal 122 gólů. S 1. FC Lokomotive Leipzig vyhrál čtyřikrát východoněmecký fotbalový pohár. V Poháru víězů pohárů nastoupil ve 21 utkáních a dal 4 góly a v Poháru UEFA nastoupil v 15 utkáních a dal 5 gólů. Za reprezentaci Východního Německa (NDR) nastoupil v letech 1976-1979 ve 13 utkáních a dal 5 gólů. V roce 1980 byl členem stříbrného týmu za LOH 1980 v Moskvě, nastoupil ve všech 6 utkáních a dal 1 gól.

## Ligová bilance
| Ročník           | Zápasy | Góly | Klub                     |
| ---------------- | ------ | ---- | ------------------------ |
| I. liga 1974/75  | 16     | 1    | 1. FC Lokomotive Leipzig |
| I. liga 1975/76  | 13     | 4    | 1. FC Lokomotive Leipzig |
| I. liga 1976/77  | 24     | 5    | 1. FC Lokomotive Leipzig |
| I. liga 1977/78  | 25     | 11   | 1. FC Lokomotive Leipzig |
| I. liga 1978/79  | 25     | 17   | 1. FC Lokomotive Leipzig |
| I. liga 1979/80  | 26     | 21   | 1. FC Lokomotive Leipzig |
| I. liga 1980/81  | 17     | 10   | 1. FC Lokomotive Leipzig |
| I. liga 1981/82  | 20     | 8    | 1. FC Lokomotive Leipzig |
| I. liga 1982/83  | 19     | 7    | 1. FC Lokomotive Leipzig |
| I. liga 1983/84  | 19     | 15   | 1. FC Lokomotive Leipzig |
| I. liga 1984/85  | 16     | 5    | 1. FC Lokomotive Leipzig |
| I. liga 1985/86  | 22     | 8    | 1. FC Lokomotive Leipzig |
| I. liga 1986/87  | 26     | 21   | 1. FC Lokomotive Leipzig |
| I. liga 1987/88  | 8      | 2    | 1. FC Lokomotive Leipzig |
| I. liga 1988/89  | 6      | 1    | 1. FC Lokomotive Leipzig |
| II. liga 1988/89 | 15     | 9    | Chemie Böhlen            |
| II. liga 1989/90 | 27     | 25   | Chemie Böhlen            |
| I. liga 1990/91  | 15     | 3    | FC Sachsen Leipzig       |
| CELKEM I. liga   | 294    | 122  |                          |